# Walther von Brauchitsch
Walther von Brauchitsch (n. 4 octombrie 1881, Berlin, Imperiul German – d. 18 octombrie 1948, Hamburg, Germania sub ocupație aliată) a fost un feldmareșal german din Wehrmacht, care a îndeplinit funcția de comandant suprem al Armatei  de Uscat (Oberkommando des Heeres) în perioada 1938-1941.
În Al Doilea Război Mondial a condus cu succes trupele terestre ale Germaniei, până Adolf Hitler l-a obligat să demisioneze în 1941.

## Decorații
- Ordinul Militar „Mihai Viteazul”, clasa III, clasa II și clasa I (14 octombrie 1941) „pentru modul strălucit cum a condus operațiunile giganticei armate germane, ducând-o fulgerător din victorie în victorie”[11]